# علیه دموکراسی
علیه دموکراسی کتابی است به قلم جیسون برنان، فیلسوف علوم سیاسی آمریکایی که در سال 2016 منتشر شد. کتاب، این باور را که نسخه ساده شده دموکراسی که در قرن بیست و یکم به کار رفته خوب و اخلاقی است، به چالش می کشد.
برنان در درجه اول پیشنهاد می کند که رأی دهندگان تمایل دارند نسبت به سیاست غیرمنطقی و ناآگاه باشند. او معتقد است که رای دهندگان انگیزه کمی برای کسب اطلاع درباره سیاست دارند، زیرا آنها معتقدند یک رأی تفاوت زیادی در نتایج کلی انتخابات ایجاد نمی کند. علاوه بر این، او بیان می کند که رأی دهندگان تمایل دارند تصمیماتی ایدئولوژیک بگیرند و نظراتشان به راحتی قابل دستکاری است.
برنان جایگزین‌های مختلفی از جمله «حکومت خردمندان» (اپیستوکراسی) را ارائه و بحث می‌کند، جایی که تنها آگاه‌ترین رأی‌دهندگان می‌توانند رهبران ما را انتخاب کنند.

## بازخوردها
پروفسور ایلیا سومین، در نقد کتاب توطئه ولوخ در واشنگتن پست، علیه دموکراسی را به عنوان یک "کتاب جدید و مهم" توصیف کرد و نوشت "تحلیل جایگزین های معرفتی برای دموکراسی ارزش بررسی جدی دارد؛ حتی اگر اکثر این ایده ها به هیچ وجه آماده پیاده سازی در مقیاس بزرگ نباشند». مجله Kirkus Reviews درباره علیه دموکراسی چنین نوشت که این کتاب «مطمئناً باعث ایجاد زوزه های اختلاف می شود اما در فضای مسموم حزبی کنونی، بحث برنان به اندازه هر بحث دیگری ارزش سنجیدن را دارد».
مولی ساتر، منتقد لس‌آنجلس تایمز، فرضیه‌های کتاب را «کاملاً بحث‌برانگیز و حتی پر جنب و جوش اما نه خیلی بدیع» می‌داند و دوست داشت برنان توجه بیشتری به علل اساسی مشکلاتی که توصیف می‌کند داشته باشد. جسی سینگال از مجله نیویورک موضع برنان را به چالش می‌کشد، به‌ویژه این پیش‌فرض که رای‌دهندگان واجد شرایط‌تر لزوماً تصمیم‌های بهتری را ایجاد می‌کنند. ناتان جی. رابینسون ویراستار Current Affairs در اواسط سال 2017 در مورد بحث علیه دموکراسی در چارچوب افزایش تعداد آثار انتقادی از دموکراسی در اواسط سال 2017 گفت که کتاب برنان "با اخلاق ترین و جامع ترین" کتاب در بین چنین استدلالی است اما نویسنده را به دلیل عدم پرداختن به آسیب پذیری اپیستوکراسی در برابر سوگیری تایید و پتانسیل آن برای کمک به بازگرداندن سلسله مراتب های لغو شده از آن زمان، مورد انتقاد قرار داد.

## ترجمه
این کتاب به 10 زبان ترجمه شده است.
در سال 2020، ترجمه اوکراینی «علیه دموکراسی» توسط پن اوکراین در فهرست بهترین ترجمه‌های بشردوستانه منتشر شده در سال 2020 قرار گرفت. این ترجمه همچنین در فهرست کوتاه جایزه کتاب ملی سال اوکراین در سال 2020 نیز قرار گرفت.